# HD30780
HD30780 — хімічно пекулярна зоря спектрального класу A5, що має видиму зоряну величину в смузі V приблизно 5,1.
Вона  розташована на відстані близько 188,9 світлових років від Сонця.

## Фізичні характеристики
Зоря HD30780 обертається 
дуже швидко 
навколо своєї осі. Проєкція її екваторіальної швидкості на промінь зору становить Vsin(i)=180км/сек.